# Ангелко Алексов
Ангелко Алексов (на сръбски: Анђелко Алексић или Anđelko Aleksić, Анджелко Алексич) e сърбоманин от Македония, войвода на сръбската въоръжена пропаганда в Североизточна Македония.

## Биография
Ангелко Алексов е роден в 1876 година в кичевското село Мидинци. Участва с чета от 7 души в Илинденско-Преображенското въстание в 1903 година, присъединявайки се към четата на Никола Пушкаров. Кръстю Лазаров пише:
| „ | Когато бехме още във Ветренския манастир, селяните доведоха при нас една сръбска чета. Тя била дошла от Враня, приета била добре от селата и после й бил даден нашият канал и селяните я доведоха при нас. Това беха селяни от Поречието. Войвода им беше некой си Ангелко и четата броеше 9 души. Ние не им сторихме нищо, пък и тогава помежду ни немаше враждебност. Сърбоманската чета се яви при нас още преди атентатите, в които после взе участие. Тя взе участие и в завързалото се сражение. Те не дохаждаха в Македония да вършат атентати. | “ |

Четата на Ангелко участва в голямото сражение при Гюрище на 3 август 1903 година.
След въстанието през пролетта на 1904 година е войвода на първата чета на Централния комитет за подпомагане на сърбите в Стара Сърбия и Македония. На 25 април 1904 година заедно с войводата Джордже Цветкович и 22 четници за Порече са изпратени тържествено от Белград. На 8 май преминават границата с Османската империя, но в кратко време са локализирани от турската власт и са пресрещнати от войска. Загива с всичките си четници на 27 май 1904 година в битката при Шупли камен.
| Чета на Ангелко Алексов в сражението при Шупли камен | Чета на Ангелко Алексов в сражението при Шупли камен | Чета на Ангелко Алексов в сражението при Шупли камен |
| Име                                                  | Име                                                  | Родно място                                          |
| ---------------------------------------------------- | ---------------------------------------------------- | ---------------------------------------------------- |
| 1. Ангелко Алексов                                   | Анђелко Алексић                                      | Мидинци                                              |
| 2. Кръстьо Михайлов                                  | Крста Михаиловић                                     | Брезно                                               |
| 3. Марко Велков                                      | Марко Вељковић                                       | Буковляне                                            |
| 4. Георги Цветков                                    | Ђорђе Цветковић                                      | Лешок                                                |
| 5. Манойло Анастасиев                                | Манојло Анастасијевић                                | Йеловце (Горно или Долно)                            |
| 6. Мицко Кузманов                                    | Мицко Кузмановић                                     | Мидинци                                              |
| 7. Милан Дръндарев                                   | Милан Дрндаревић                                     | Прилеп                                               |
| 8. Милутин Стойкович                                 | Милутин Стојковићћ                                   | Ягодина                                              |
| 9. Стеван Шутович                                    | Стеван Шутовић                                       | Кучи                                                 |
| 10. Коце Аризанов                                    | Коце Аризановић                                      | Поречие                                              |
| 11. Йован Радосавлевич                               | Јован Радосављевић                                   | Ибърски Колашин                                      |
| 12. Тома Василевич                                   | Тома Васиљевић                                       | Драгачево                                            |
| 13. Спиро Пехливан                                   | Спира Пеливан                                        | Тетово                                               |
| 14. Джордже Йелекович                                | Ђорђе Јелековић                                      | Враня                                                |
| 15. Спаса Янкович                                    | Спаса Јанковић                                       | Враня                                                |
| 16. Проко Стоянов                                    | Прока Стојановић                                     | Поречие                                              |
| 17. Стоян Новаков                                    | Стојан Новаковић                                     | Поречие                                              |
| 18. Билан Чоков                                      | Билан Чоковић                                        | Гостивар                                             |
| 19. Груйо Стефков                                    | Груја Стевковић                                      | Гостивар                                             |
| 20. Михайло Коцич                                    | Михајло Коцић                                        | Валево                                               |
| 21. Гьоше Коцев                                      | Ђоше Коцевић                                         | Маргари                                              |

Алекса Йованович Коджа, деец на Битолския сръбски комитет, обвинява за неуспеха на Алексов Главния комитет в Белград, за който било важно само да се въоръжи и снабди четата и да се изпрати през граница, без предварително да са осигурени условията за безпрепятствен преход, приема от населението, работата на вражеска територия. Стефан Симич за гибелта на Алексов обвинява кумановските сърбомани, които не са имали народна организация.